# Петрашевський Ярослав Володимирович
Яросла́в Володи́мирович Петраше́вський (нар. 22 червня 1988, Жашків) — майор[уточнити] Збройних Сил України, заступник начальника центру телекомунікацій військової частини А0351, учасник Війни на сході України.

## Життєпис
Народився 22 червня 1988 року в місті Жашків, Черкаської області.
Навчався у Жашківській школі № 1. Після закінчення школи вступив до Військового інституту Київського національного університету імені Тараса Шевченка, який закінчив у 2010 році. Проходив службу в навчальному центрі «Десна».
З початком АТО увійшов до складу 3-ї батальйонно-тактичної «Чернівецької» групи (БТГр) 80-ї окремої аеромобільної бригади на посаді заступника командира роти по роботі з особовим складом.
3-я БТГр Ярослава разом із підрозділами батальйону «Айдар» була задіяна для прориву на Луганський аеропорт: Ярослав брав участь у боях під Щастям і під Металістом, проривався з підрозділом через Георгіївку. Учасник боїв за Луганський аеропорт.
Учасник боїв за Дебальцеве, захисник висоти з кодовою назвою «Валєра». В ході бойових дій кілька разів був контужений та зазнав поранення.
6 січня 2016 року за особисту мужність і героїзм, виявлені у захисті державного суверенітету та територіальної цілісності України, вірність військовій присязі під час російсько-української війни нагороджений орденом Богдана Хмельницького III ступеня.

## Відзнаки та нагороди
- Орден Богдана Хмельницького III ступеня (6 січня 2016) — за особисту мужність і високий професіоналізм, виявлені у захисті державного суверенітету та територіальної цілісності України, вірність військовій присязі[2]
- Медаль «Честь. Слава. Держава» (21 серпня 2018) — за мужність, патріотизм, високу громадянську позицію, героїзм, бойові заслуги у захисті незалежності, суверенітету та територіальної цілісності України[3];
- Подяка від начальника Військового інституту Київського національного університету імені Тараса Шевченка та пам'ятні сувеніри.[4]